# Чрета при Кокарјах
Чрета при Кокарјах (словен. Čreta pri Kokarjah) је насељено место у општини Назарје, Савињска регија, Словенија.

## Историја
До територијалне реорганизације у Словенији била је у саставу старе општине Мозирје.

## Становништво
У попису становништва из 2011. године, Чрета при Кокарјах је имала 18 становника.
| Број становника према пописима | Број становника према пописима | Број становника према пописима |
| ------------------------------ | ------------------------------ | ------------------------------ |
| 1991                           | 2002                           | 2011                           |
| 27                             | 19                             | 18                             |

Напомена: До 1955. исказивано под именом Чрета, а од 1955. до 1990. под именом Чрета при Кокарју.